# Лебедзін (Сокульський повіт)
Лебедзін (пол. Lebiedzin) — село в Польщі, у гміні Сокулка Сокульського повіту Підляського воєводства.
Населення — 101 особа (2011).
У 1975-1998 роках село належало до Білостоцького воєводства.

## Демографія
Демографічна структура станом на 31 березня 2011 року:
|          | Загалом | Допрацездатний вік | Працездатний вік | Постпрацездатний вік |
| -------- | ------- | ------------------ | ---------------- | -------------------- |
| Чоловіки | 50      | 15                 | 26               | 9                    |
| Жінки    | 51      | 17                 | 24               | 10                   |
| Разом    | 101     | 32                 | 50               | 19                   |